# Neutralità della rete

"Neutralità della Rete" si riferisce a una rete che non discrimina in base al contenuto

La neutralità della rete (nota anche con i termini inglesi network neutrality, net neutrality, Internet neutrality o NN) è un principio giuridico, riferito alle reti residenziali a banda larga che forniscono accesso a Internet, servizi telefonici e trasmissioni televisive.
La definizione esatta varia, ma viene ritenuta "neutrale", dalla maggior parte dei sostenitori di questo principio, una rete a banda larga che sia priva di restrizioni arbitrarie sui dispositivi connessi e sul modo in cui essi operano, cioè dal punto di vista della fruizione dei vari servizi e contenuti di rete da parte dell'utente finale.
Tale condizione può essere garantita attraverso un trattamento paritario dei pacchetti IP che la attraversano: una rete neutrale non dà priorità differenziate ai diversi pacchetti, mentre una rete "non neutrale" sì. In base al principio di neutralità, gli internet provider non possono di proposito bloccare, rallentare o fare pagare differentemente l’accesso ai dati.
Il modo di gestione dei pacchetti IP è al centro del dibattito che coinvolge le specifiche di alcuni protocolli di comunicazione della rete; ad esempio ATM e IP, che storicamente supportano tendenze opposte tra i provider di Internet e le aziende di telecomunicazioni, ed è anche al centro del dibattito dell'ultimo decennio sul protocollo IPv6.

## Descrizione
Si può argomentare che praticamente nessuna rete è completamente neutrale, per cui la neutralità rappresenta una condizione teorica verso la quale, secondo i sostenitori della sua opportunità, gli operatori e le reti possono idealmente tendere.
Il termine è stato coniato nell'ambito delle leggi europee sulle telecomunicazioni, più o meno nel 2003, ed è stato poi importato negli Stati Uniti d'America, quando la Federal Communications Commission (FCC) ha incominciato a considerare la ri-classificazione delle DSL residenziali come Information Service, servizi informativi, così come era per le connessioni a Internet basate su cavo. I sostenitori della net neutrality non si opponevano a una regolamentazione omogenea ma ritenevano che entrambi questi servizi dovessero essere trattati come Telecommunications Service cioè come servizi di telecomunicazioni, così come il telefono e gli altri servizi tipicamente gestiti da società telefoniche.
Per poter competere con il servizio "Triple play" (cioè: internet, televisione, telefono) delle compagnie che gestiscono le connessioni via cavo, le società di telecomunicazioni hanno proposto la separazione del traffico televisivo e telefonico da quello internet.
Poiché questa pratica è comune sulle reti via cavo, i critici della net neutrality sostengono che proibirla sulle reti DSL è arbitrario e ingiusto. Di conseguenza, la "net neutrality" è stata accusata di essere "una soluzione in cerca di un problema" e di eliminare gli incentivi all'aggiornamento delle reti e al lancio di servizi internet di nuova generazione. Robert Kahn, primario inventore di internet, sostiene che la net neutrality è uno slogan dogmatico che bloccherebbe la sperimentazione e i miglioramenti nel cuore di Internet. Il punto di vista di Kahn è condiviso dalla maggior parte degli ingegneri di rete senior, con l'eccezione rilevante di Vint Cerf, attualmente dirigente di Google.
A ogni modo, gli attivisti temono che le compagnie di telecomunicazione possano usare questo potere per discriminare tra i vari tipi di traffico, introducendo balzelli e pedaggi per i produttori di contenuti, in particolare se concorrenti. La loro preoccupazione è che il mancato pagamento possa portare a un servizio scadente o del tutto assente che renda impossibile accedere ad alcuni siti web o ad alcuni servizi o l'uso di alcune applicazioni. Almeno una delle più importanti società di telecomunicazioni statunitensi ha supportato questa idea.
Coloro che propongono la neutralità sostengono che le telecom cercano di imporre il modello di servizio "a livelli" più per il proposito di guadagnare di più dal loro controllo sui cavi che dai contenuti. Altri hanno espresso la loro idea che la net neutrality sia particolarmente importante come mezzo per mantenere le proprie libertà, in quanto una rete non neutrale potrebbe decidere di rendere inaccessibili informazioni o servizi giudicati inadeguati. Bob Kahn dice di temere che internet possa frammentarsi e vorrebbe vedere meccanismi a livello di policy che prevengano i gestori di reti dall'escludere gli utenti da certi servizi.
Vi è, infine, una terza posizione, espressa da Jeffrey Birnbaum, opinionista del The Washington Post, secondo cui il dibattito sull'argomento è oggetto di una martellante sovraesposizione mediatica, mentre le tesi e le ragioni avanzate da entrambi sono da considerarsi "vaghe e fuorvianti".
Se la neutralità della rete venisse a mancare, ci si potrebbe trovare a scegliere un provider di accesso a internet sulla base dei contenuti (siti web, servizi Voice over IP, ecc.) che si possono utilizzare con quel provider: i provider potrebbero fornire il servizio di connessione a internet favorendo alcuni contenuti del web rispetto ad altri. Sarebbe un'architettura di rete basata sui "favoritismi", progettata affinché taluni servizi possano avere vantaggi rispetto ad altri, che permetterebbe la creazione di un nuovo mercato tra fornitori di contenuti per il web e Internet Service Provider.
La neutralità della rete è recentemente minacciata dai legislatori statunitensi che, spinti dalle richieste di grandi provider, stanno valutando l'introduzione di quella che viene chiamata Internet a 2 velocità, ovvero una riforma alla legislazione sulle telecomunicazioni; tale riforma, se pure si realizzasse solo negli Stati Uniti d'America, avrebbe ripercussioni che interesserebbero tutto il globo, data la natura internazionale di Internet.
Schierati a favore della riforma di abbattimento del criterio di neutralità spiccano AT&T, gigante mondiale delle telecomunicazioni, e il partito degli ISP formato da Verizon Communications, BellSouth e Comcast.
Si oppongono invece con forza, oltre ai progettisti di Internet tra cui spiccano Tim Berners-Lee e Vint Cerf, aziende come Google, Microsoft, eBay e Amazon.com.
Secondo Markus Gofmann, direttore dei Bell Laboratories, la crescita esponenziale del traffico internet potrebbe spingere comunque a una revisione dell'architettura della rete prima che questa raggiunga i suoi limiti: si renderà necessaria una maggior "consapevolezza" della rete rispetto ai dati in transito (con mezzi come il deep packet inspection) che gli permetta di riconoscere livelli di priorità diversi e di privilegiare, migliorando la propria efficienza, il traffico a priorità più elevata, in modo analogo a quanto accade con le regole di priorità assegnate dal codice della strada ai diversi autoveicoli che circolano sulla rete stradale.
Il 14 gennaio 2014 la Corte d'appello di Washington, in una causa intentata da Verizon Communications, ha stabilito che le regole della Federal Communications Commission non sono valide. Questa sentenza ha reso necessaria una rivalutazione della FCC sul traffico della rete.
In aprile del 2014 alcune indiscrezioni stampa hanno parlato di una riforma della net neutrality, scatenando diverse polemiche: la riforma verrebbe contestata come una marcia indietro dell'Open Internet Order, in favore di una commercializzazione della rete. Tom Wheeler, presidente della FCC, ha pubblicato una nota che chiarifica la posizione della FCC sulla questione.

## Definizioni
Sono in uso definizioni diverse ma correlate di "neutralità della Rete":

### Tim Wu
(accademico che ha reso popolare il termine)
"La network neutrality è definita nel modo migliore come un principio di progettazione. L'idea è che una rete informativa pubblica massimamente utile aspiri a trattare tutti i contenuti, siti, e piattaforme allo stesso modo. Ciò permette alla rete di trasportare ogni forma di informazione e di supportare ogni tipo di applicazione. Il principio suggerisce che le reti informative abbiano maggior valore quando è minore la loro specializzazione, ossia quando sono una piattaforma per usi diversi, presenti e futuri."

### Tim Berners-Lee
La "neutralità della Rete" è stata descritta da Tim Berners-Lee (inventore del World Wide Web e direttore del World Wide Web Consortium) con queste parole pubblicate sul suo blog:
Vent'anni fa, gli inventori di Internet progettarono un'architettura semplice e generale. Qualunque computer poteva mandare pacchetti di dati a qualunque altro computer. La rete non guardava all'interno dei pacchetti. È stata la purezza di quel progetto, e la rigorosa indipendenza dai legislatori, che ha permesso ad Internet di crescere ed essere utile. Quel progetto ha permesso all'hardware e alle tecnologie di trasmissione a supporto di Internet di evolvere fino a renderlo migliaia di volte più veloce, nel contempo permettendo l'uso delle stesse applicazioni di allora. Ha permesso alle applicazioni internet di venire introdotte e di evolvere indipendentemente.
Quando ho progettato il Web non ho avuto bisogno di chiedere il permesso a nessuno. Le nuove applicazioni arrivavano sul mercato già esistente di Internet senza modificarlo. Allora provai a rendere la tecnologia del web una piattaforma al contempo universale e neutrale, e ancora oggi moltissime persone lavorano duramente con questo scopo. Il web non deve assolutamente discriminare sulla base di hardware particolare, software, rete sottostante, lingua, cultura, handicap o tipologia di dati.
Chiunque può scrivere un'applicazione per il Web, senza chiedere a me, o a Vint Cerf, o al proprio ISP, o alla compagnia telefonica, o al produttore del sistema operativo, o al governo, o al fornitore dell'hardware.
La neutralità della rete è questo:
Se io pago per connettermi alla rete con una certa qualità di servizio, e tu paghi per connetterti con la stessa (o una migliore) qualità di servizio, allora possiamo iniziare una comunicazione con quel livello di qualità.
Questo è tutto. I fornitori di accesso ad internet (ISP) hanno il compito di interagire tra loro affinché questo avvenga.
La neutralità della rete NON è chiedere l'accesso ad internet gratuito.
La neutralità della rete NON è affermare che qualcuno non dovrebbe dover pagare di più per una maggiore qualità di servizio. È sempre stato così, e sempre lo sarà.
La posizione di Tim Berners-Lee è che differenti livelli di servizio sono sempre stati possibili e lo saranno sempre..

### Susan Crawford
(membro del consiglio direttivo dell'ICANN)
Lo strato di trasporto di Internet non dovrebbe essere modellato in accordo con applicazioni particolari ma dovrebbe fornire solo il servizio di trasporto basilare dei pacchetti IP, nella modalità cosiddetta "first come, first served", sul modello della tecnologia originale di Internet, creata nei primi anni '70. La discriminazione nella consegna dei pacchetti sulla base del tipo di traffico (tra cui le pratiche che vanno sotto il nome di "quality of service"), rappresenta invece una forma di non neutralità.

### Definizione di Google
"La network neutrality è il principio per cui gli utenti di internet dovrebbero avere il controllo su cosa possono vedere e quali applicazioni vogliono usare su internet."

### Definizione de Il Sole 24 Ore
"Per neutralità della rete s'intende il principio secondo cui gli operatori devono gestire il proprio traffico senza discriminazioni che danneggino concorrenza, innovazione e, in generale, i diritti degli utenti e delle aziende web." 

### Bob Kahn
Robert Kahn, inventore del protocollo TCP e tra i primi ideatori di Internet, ha detto che la net neutrality è uno slogan dogmatico che significa: "niente di interessante può accadere dentro la rete".

## Applicazioni

### Cronistoria
- Il termine "net neutrality" è stato coniato solo recentemente, ma il concetto esisteva anche all'epoca del telegrafo. Nel 1860, una legge federale degli Stati Uniti a proposito di una linea telegrafica da costa a costa affermava

(An act to facilitate communication between the Atlantic and Pacific states by electric telegraph., June 16, 1860)
- l'automatic telephone exchange fu creato da Almon Brown Strowger nel 1888 come un modo per scavalcare gli operatori non imparziali che deviavano i clienti ignari verso i suoi concorrenti.

Questa automazione creò un ambiente "neutrale" maggiormente libero da abusi verso gli utenti telefonici. .
- Le radici iniziali di Internet furono create al Defense Advanced Research Projects Agency con il supporto di ufficiali del governo come una rete di ricerca finanziata dagli Stati Uniti (dunque finanziata con soldi pubblici) e governata da una Acceptable Use Policy (AUP) che proibiva attività commerciali. Nei primi '90, essa fu privatizzata e la AUP venne cambiata per ammettere utenti commerciali.
- Il principio end-to-end di Internet, coniato già nel 1983, sostiene che l'intelligenza della rete non esclude la necessità di intelligenza nei nodi terminali (end systems)

il che permette alla rete di essere "stupida" (dumb) e funzionale per molti scopi diversi.
- Il progetto Internet2 concluse, nel 2001, che protocolli QoS non erano probabilmente implementabili sulla rete Abilene con l'equipaggiamento disponibile in quel momento.
- Nel 2003 Tim Wu pubblicò e popolarizzò una proposta per una regola della net neutrality, nel suo documento "Network Neutrality, Broadband Discrimination."[24] Il documento considerava la network neutrality in termini di neutralità tra applicazioni, così come neutralità tra dati e traffico sensibile alla QOS, e proponeva una legislazione per gestire questi potenziali problemi.
- All'inizio del 2005, nel caso Madison River, la FCC per la prima volta mostrò la volontà di applicare il principio di network neutrality aprendo un'investigazione sulla Madison River Communications, un gestore di linee telefoniche locale che bloccava i servizi Voice over IP.
- Il 5 agosto 2005, la FCC adottava una politica esplicita di aderenza a quattro principi di network neutrality.
- Nel novembre 2005 Edward Whitacre, Jr., all'epoca CEO della SBC dichiarò che "dovranno esserci dei meccanismi per far pagare a questi [internet upstarts] la porzione di cavo che usano" anche se sia gli utenti che Google stavano già pagando per il loro uso di internet, e anche che "Internet non può essere 'free'" inteso come gratuito o libero, "perché noi e le compagnie dei cavi abbiamo fatto un investimento".[9] Tale dichiarazione ha sollevato un dibattito furioso. Il portavoce della SBC Michael Balmoris dichiarò che Whitacre era stato frainteso e che i suoi commenti si riferivano solamente ai nuovi servizi stratificati.[25]
- 2006- più di 1,000,000 di firme furono consegnate al Congress in favore della network neutrality
- Il documento intitolato "Internet Freedom and Nondiscrimination Act of 2006" rende la discriminazione tra diversi tipi di traffico web da parte dei fornitori di banda larga una violazione del Clayton Antitrust Act, così come il rifiuto di connettersi ad altri fornitori, e il blocco/danneggiamento nella trasmissione di specifici contenuti (se legali); proibisce inoltre l'uso di admission control per determinare la priorità del traffico di rete. Approvato dal comitato della House Judiciary il 25 maggio 2006.
- Una proposta di legge chiamata "Communications Opportunity, Promotion and Enhancement Act of 2006" viene introdotta nella House of Representatives statunitense, facendo riferimento ai principi enunciati dalla FCC ed autorizzando multe fino a $750.000 per le infrazioni. Essa viene approvata (321-101) l'otto giugno 2006.
- Il "Center for American Progress" tiene un dibattito di 90 minuti il lunedì 17 luglio 2006 a Washington.
- Robert Kahn dichiara la sua opposizione alla Net Neutrality in un discorso al Computer History Museum nel gennaio 2007[26]
- Dopo due decenni di aspri dibattiti, nella sentenza del 26 febbraio 2015 la FCC (Federal Communications Commission, l'agenzia americana delle comunicazioni) ha stabilito, con 3 voti su 5, che la rete Internet è, e resta, “neutrale”. Il presidente della FCC Tom Wheeler ha affermato che “questa decisione più che regolamentare la rete è un piano per disciplinare la libertà di parola”. Infatti la neutralità della rete deve manifestarsi nell'assenza di discriminazioni: le società che forniscono le connessioni online (provider) non potranno discriminare il traffico dei contenuti online con "doppie velocità", filtri, corsie veloci o rallentamenti arbitrari. La “neutralità” è una delle caratteristiche fondamentali di Internet, che nel bene e nel male ha garantito la sua libertà per tutti questi anni.
- Dopo essere diventato presidente della FCC sotto l'amministrazione Trump nell'aprile del 2017, Ajit Pai ha proposto una revoca per le regolamentazioni sulla net neutrality negli Stati Uniti. Il 14 dicembre 2017 la FCC ha votato in favore di tale proposta con 3 voti su 5 e, l'11 giugno 2018, nonostante un voto del Senato contrario a tale regolamentazione, la revoca è stata resa ufficiale.

### Tendenza tecnologiche
Alcune tendenze contemporanee nell'uso e nella fornitura di servizi internet, ed attualmente oggetto di dibattito, sono:
Utenti
- I requisiti del Voice over IP e dei giochi online per banda passante a bassa latenza.
- L'incremento nell'uso di applicazioni che consumano molta banda, come i giochi online, o il download di musica e video.
- L'incremento nell'uso delle reti domestiche senza fili, che permette a vicini di casa di condividere l'accesso ad internet, dunque (in alcuni casi) riducendo gli introiti per i fornitori di servizio. Nelle aree urbane questo fattore può essere molto importante, con un grosso numero di persone che condividono una stessa connessione anche se con prestazioni ridotte o scadenti.

Fornitori di servizio
- L'incremento nell'uso del traffic shaping da parte di molti o della maggior parte dei fornitori di banda larga per controllare il Peer-to-peer ed altri servizi.
- Miglioramenti nella tecnologia di rete, che rendano la fornitura di banda larga, nel complesso, più economica.
- Video e comunicazioni audio su internet con grosse richieste in termini di banda (incluso il Voice Over IP technology) il che minaccia i ricavi delle Telco sulle linee di terra.
- Fornire tecnologie per il filtraggio dei contenuti per bloccare lo spam ed altri attacchi alla rete.[27]

Governi
- La tendenza dei governi a finanziare la costruzione di reti ad alta velocità in paesi come la Corea del Sud o la Francia, e per le città costruire le proprie reti senza fili, e la loro diffusione graduale in molte aree degli Stati Uniti e dell'Europa.

### Normativa comunitaria
Il quadro normativo in materia di neutralità della rete non è ancora ben definito, è in fase di discussione al Parlamento Europeo il cosiddetto "Telecoms Package", un gruppo di cinque direttive europee volte a disciplinare il sistema delle comunicazioni elettroniche.
La versione originale delle direttive è del 2002:
- Access Directive 2002/19/EC
- Authorisation Directive 2002/20/EC
- Framework Directive 2002/21/EC
- Universal Service Directive 2002/22/EC
- ePrivacy Directive 2002/58/EC

Inoltre il pacchetto comprende le seguenti proposte di direttive:
- COD/2007/0247 (emenda la 2002/19/EC, la 2002/20/EC e la 2002/21/EC)
- COD/2007/0248 (emenda la 2002/22/EC e la 2002/58/EC)

Alcuni emendamenti proposti permetterebbero la violazione della Net Neutrality, in particolare l'articolo 22 comma 3 della Direttiva Servizio Universale.
Quest'articolo riguarda la Quality of Service (QoS):
- prevede che informazioni chiare, comprensibili e aggiornate sulla qualità dei servizi offerti vengano messe a disposizione degli utenti finali (comma 1)
- prevede l'obbligo per le normative nazionali di stabilire i parametri, i criteri di misurazione e le forme di pubblicazione delle informazioni sulla QoS (comma 2)
- prevede che autorità di regolamentazione nazionali fissino dei requisiti minimi di qualità, in modo da prevenire la congestione ed il rallentamento delle reti con conseguente degradazione del servizio (comma 3)

Questo potrebbe consentire agli operatori (Internet Service Provider, o ISP) di dare priorità ad alcuni servizi o applicazioni ritenuti più importanti.
Molto critica su questo punto è la posizione dei firmatari della "Lettera aperta al Parlamento Europeo", sottoscritta da diversi istituti, gruppi ed associazioni europei.
Riguardo agli emendamenti proposti per l'articolo 22 comma 3, Direttiva Servizi Universali scrivono:
- permetterà il filtraggio di contenuti, applicazioni e servizi
- sono stati indeboliti i controlli regolatori sulle attività dei fornitori di servizio, che proteggerebbero contro pratiche inique, restrittive o discriminatorie.

#### Il 27 ottobre 2015 l'Unione Europea ha approvato la normativa sulla neutralità della rete
L'Unione Europea, a differenza degli Stati Uniti, non aveva ancora una legislazione che garantisse la cosiddetta "net neutrality".
Il nuovo regolamento europeo, n. 2015/2012, è oggetto di critiche: anche se sulla carta tutela la neutralità, secondo molti analisti lascia troppo spazio di manovra alle compagnie telefoniche grazie a numerose eccezioni. Il testo prevede ad esempio la possibilità di usare corsie preferenziali per alcuni <<servizi specializzati>>. La normativa permette anche di rallentare alcuni servizi in caso di congestione del traffico, anche solo imminente, ma ancora una volta la vaghezza del linguaggio lascia carta bianca alle telecom. Secondo il regolamento inoltre è possibile anche differenziare il traffico per categorie e non conteggiare il consumo di banda per alcuni siti o app, favorendoli rispetto ad altri. Il commissario europeo per l'economia e la società digitali, Günther Oettinger, è soddisfatto: «Per la prima volta l'Europa si è dotata di una legge sulla neutralità della rete». Ma c'è chi la pensa diversamente: attivisti, esperti di diritto del web e anche Tim Berners-Lee: prima del voto avevano chiesto al Parlamento di emendare il regolamento per tutelare davvero la neutralità della rete europea. Ma la maggioranza degli eurodeputati ha votato diversamente, nella convinzione che la normativa sia sufficiente..
L'art. 3 del regolamento è il seguente:
Salvaguardia dell’accesso a un’Internet aperta
1. Gli utenti finali hanno il diritto di accedere a informazioni e contenuti e di diffonderli, nonché di utilizzare e fornire applicazioni e servizi, e utilizzare apparecchiature terminali di loro scelta, indipendentemente dalla sede dell’utente finale o del fornitore o dalla localizzazione, dall’origine o dalla destinazione delle informazioni, dei contenuti, delle applicazioni o del servizio, tramite il servizio di accesso a Internet.
Il presente paragrafo non pregiudica il diritto dell’Unione, o il diritto nazionale conforme al diritto dell’Unione, relativo alla legittimità dei contenuti, delle applicazioni o dei servizi.
2. Gli accordi tra i fornitori di servizi di accesso a Internet e gli utenti finali sulle condizioni e sulle caratteristiche commerciali e tecniche dei servizi di accesso a Internet quali prezzo, volumi di dati o velocità, e le pratiche commerciali adottate dai fornitori di servizi di accesso a Internet non limitano l’esercizio dei diritti degli utenti finali di cui al paragrafo 1.
3. I fornitori di servizi di accesso a Internet, nel fornire tali servizi, trattano tutto il traffico allo stesso modo, senza discriminazioni, restrizioni o interferenze, e a prescindere dalla fonte e dalla destinazione, dai contenuti cui si è avuto accesso o che sono stati diffusi, dalle applicazioni o dai servizi utilizzati o forniti, o dalle apparecchiature terminali utilizzate.
Il primo comma non impedisce ai fornitori di servizi di accesso a Internet di attuare misure di gestione ragionevole del traffico. Per essere considerate ragionevoli, tali misure devono essere trasparenti, non discriminatorie e proporzionate e non devono essere basate su considerazioni di ordine commerciale ma su requisiti di qualità tecnica del servizio obiettivamente diversi di specifiche categorie di traffico. Tali misure non controllano i contenuti specifici e sono mantenute per il tempo strettamente necessario.
I fornitori di servizi di accesso a Internet non adottano misure di gestione del traffico che vanno oltre quelle di cui al secondo comma e, in particolare, non bloccano, rallentano, alterano, limitano, interferiscono con, degradano o discriminano tra specifici contenuti, applicazioni o servizi, o loro specifiche categorie, salvo ove necessario e solo per il tempo necessario a:
| a) | conformarsi ad atti legislativi dell’Unione o alla normativa nazionale conforme al diritto dell’Unione, cui il fornitore di servizi di accesso a Internet è soggetto, o alle misure conformi al diritto dell’Unione che danno attuazione a tali atti legislativi dell’Unione o a tale normativa nazionale, compreso ai provvedimenti giudiziari o di autorità pubbliche investite di poteri pertinenti; |

| b) | preservare l’integrità e la sicurezza della rete, dei servizi prestati tramite tale rete e delle apparecchiature terminali degli utenti finali; |

| c) | prevenire un’imminente congestione della rete o mitigare gli effetti di una congestione della rete eccezionale o temporanea, purché categorie di traffico equivalenti siano trattate allo stesso modo. |

4. Le misure di gestione del traffico possono comportare un trattamento dei dati personali soltanto se tale trattamento è necessario e proporzionato a realizzare gli obiettivi di cui al paragrafo 3. Tale trattamento è eseguito a norma della direttiva 95/46/CE del Parlamento europeo e del Consiglio. Le misure di gestione del traffico sono inoltre conformi alla direttiva 2002/58/CE del Parlamento europeo e del Consiglio .
5. I fornitori di comunicazioni elettroniche al pubblico, compresi i fornitori di servizi di accesso a Internet, e i fornitori di contenuti, applicazioni e servizi sono liberi di offrire servizi diversi dai servizi di accesso a Internet ottimizzati per specifici contenuti, applicazioni o servizi o loro combinazioni, nei casi in cui l’ottimizzazione sia necessaria per soddisfare i requisiti relativi a contenuti, applicazioni o servizi per un livello specifico di qualità.
I fornitori di comunicazioni elettroniche al pubblico, compresi i fornitori di servizi di accesso a Internet, possono offrire o facilitare tali servizi solo se la capacità della rete è sufficiente a fornirli in aggiunta a tutti i servizi di accesso a Internet prestati. Tali servizi non sono utilizzabili o offerti in sostituzione ai servizi di accesso a Internet e non devono andare a scapito della disponibilità o della qualità generale dei servizi di accesso a Internet per gli utenti finali.

### Normativa italiana
La normativa italiana fino a poco tempo fa non prendeva una posizione decisa in merito alla neutralità. Nonostante ciò gli utenti hanno sempre avuto diritto alla trasparenza, cioè a sapere se il proprio operatore metteva in atto qualche tipo di restrizione al traffico internet.
Questo è confermato dalla multa inflitta all'operatore Tele 2 dall'Antitrust. La società è stata sanzionata per pratiche commerciali scorrette poiché non aveva comunicato adeguatamente ai consumatori l'esistenza di filtri per i protocolli p2p.
Il centro di ricerca del Politecnico di Torino Centro Nexa su Internet e Società ha pubblicato un'analisi comparativa dei contratti business-to-consumer dei principali Internet Service Providers italiani.
Nell'analisi si evidenzia che, dal punto di vista giuridico, l'applicazione da parte degli ISP di pratiche di QoS (Quality of service: i dati di alcune applicazioni hanno maggiore priorità sulla rete, a scapito di altre) può sollevare problemi:
- I contratti sono in generale poco chiari al riguardo; questo può ingannare i consumatori e generare pratiche commerciali scorrette (come nel caso "Tele 2"). Solo 4 operatori di rete fissa dei 10 analizzati e 1 operatore di rete mobile su 4 forniscono qualche generica informazione sulle politiche di Qos.
- Per poter assegnare priorità a seconda del tipo di traffico, gli operatori devono in qualche modo analizzare i dati trasmessi dagli utenti. Questo potrebbe violare la privacy degli abbonati, protetta dall'articolo 122 del codice della privacy.
- La discriminazione dei dati, in particolare la deep packet inspection, mette in discussione l'esenzione di responsabilità del provider prevista dall'art.14 D.Lgs.70/2003, che non si applica nel caso in cui l'operatore selezioni o modifichi le informazioni trasmesse.

Tuttavia il 28 luglio 2014 è stata istituita una Commissione di studio sui diritti e i doveri relativi ad Internet la quale ha proceduto ad una serie di audizioni di associazioni, esperti e soggetti istituzionali, oltre che ad una consultazione pubblica durata cinque mesi. Il risultato del lavoro di un anno è stata la Dichiarazione dei Diritti in Internet , approvata dalla Commissione e pubblicata il 28 luglio 2015. In particolare, l'articolo 4 favorisce la neutralità della rete affermando che " Ogni persona ha il diritto che i dati trasmessi e ricevuti in Internet non subiscano discriminazioni, restrizioni o interferenze in relazione al mittente, ricevente, tipo o contenuto dei dati, dispositivo utilizzato, applicazioni o, in generale, legittime scelte delle persone." (Comma 1) e che " Il diritto ad un accesso neutrale ad Internet nella sua interezza è condizione necessaria per l'effettività dei diritti fondamentali della persona." (Comma 2)
La normativa attuale è rappresentata anzitutto dal Regolamento UE 2015/2120, immediatamente efficace in Italia ed il cui art. 3 disciplina il principio di neutralità; per la sua applicazione concreta l'Autorità per le garanzie nelle comunicazioni ha adottato la delibera n. 348/18/Cons.; in precedenza vi era stata una consultazione pubblica i cui esiti si leggono nell'allegato B alla delibera n. 40/11/Cons., cui ha fatto seguito la delibera n. 714/11/Cons.
Inoltre l'art. 13-ter del d.l. n. 179/2012 prevede l'adozione di una Carta dei diritti "per la libera diffusione della conoscenza fra la cittadinanza, l'accesso pieno e aperto alle fonti di informazione e agli strumenti di produzione del sapere".
Successivamente la Camera dei deputati ha adottato in data 28 luglio 2015 la Dichiarazione dei diritti di Internet sopra indicata, che prevede all'art. 4 la Neutralità della rete. Questo documento non ha tuttavia valore legale vincolante, non assumendo forma di legge o di altro provvedimento amministrativo regolamentare.
il principio di neutralità è invece contenuto nell'art. 4 del Codice delle comunicazione elettroniche (d. lgs., n. 253/2013) ed ha valore vincolante.

### La neutralità della rete nel mondo
In India Il dibattito sulla neutralità della rete ha raccolto l'attenzione del pubblico dopo il caso Airtel, un fornitore di servizi di telefonia mobile in India che ha annunciato nel mese di dicembre 2014 gli oneri aggiuntivi per effettuare chiamate vocali (VoIP) dalla propria rete tramite applicazioni come Whatsapp o Skype. Nel mese di marzo 2015, Telecom Regulatory Authority of India (TRAI) ha pubblicato un documento di consultazione formale sul quadro normativo per servizi Over-the-top (OTT), in cerca di osservazioni del pubblico. Il documento di consultazione è stato criticato per essere unilaterale e per possedere dichiarazioni confuse. Il governo ha ancora una volta chiamato per commenti e suggerimenti sulla neutralità della rete a partire dal 14 agosto, e ha dato al popolo un giorno per inviare le proprie opinioni sul forum mygov. Dopo questo, verrà presa la decisione definitiva in merito al dibattito.
In Canada l'8 giugno del 2008 c'è stata una proposta di legge di un membro privato, C-555 intitolato "La legge sulle telecomunicazioni chiarezza e equità", la quale è stata introdotta dal deputato liberale David McGuinty (Ottawa Sud) che ha cercato di intraprendere, tra le altre cose, "una valutazione delle pratiche di gestione della rete che favoriscono, degradano o danno priorità a qualsiasi pacchetto trasmesso su una rete a banda larga, basandosi sulla fonte, la proprietà del pacchetto o la destinazione". Ma questa proposta di legge è caduta dopo che il Parlamento è stato sciolto. Una nuova decisione il 25 gennaio 2011, la Radio-televisione canadese e delle telecomunicazioni della Commissione (CRTC) ha stabilito che la fatturazione basata sull'utilizzo potrebbe ora essere introdotta. Tanto che il primo ministro Harper ha segnalato che il governo ha espresso perplessità riguardo a tale sentenza: "Siamo molto preoccupati per la decisione di CRTC sulla fatturazione basata sull'utilizzo e il suo impatto sui consumatori. Ho chiesto una revisione della decisione". Alcuni hanno suggerito che questo influenza negativamente la neutralità della rete, in quanto discrimina media più grandi in termini di dimensioni, come ad esempio audio e video.
In Cile la legge che regolamenta la neutralità della rete è stata generata in una mozione parlamentare datata 20 marzo 2007 -Bulletin N ° 4915-19- presentata dai deputati Gonzalo Arenas, Marcelo Díaz, Enrique Estay, Alejandro García-Huidobro, Patricio Hales, Javier Hernández, Tucapel Jiménez, José Antonio Kast, Carlos Recondo e Felipe Ward. La proposta finse di aggiungere tre articoli della legge Nº 19,496 sulla tutela dei consumatori. Il disegno di legge è stato approvato dai deputati con 66 voti, 0 voti contrari e 2 astensioni, il 11 ottobre 2007. In data 11 novembre è stato inviato al Senato, essendo modificata dalla Commissione sui trasporti e delle telecomunicazioni, dopo aver ascoltato i rappresentanti delle società di telecomunicazioni, il 3 aprile 2008. Il Senato ha approvato il disegno di legge modificato il 30 aprile con 30 voti favorevoli e un'astensione.
Dal giugno 2011 Singapore ha avuto una legge che disciplina la neutralità della rete, la quale promette a tutti gli utenti di Internet lo stesso trattamento. Si impedisce loro di essere discriminati o addebitato in modo diverso in base all'utente, contenuti, sito, piattaforma, applicazione, tipi di apparecchiature collegate, modalità di comunicazione La Infocomm Development Authority (IDA) non vieta la limitazione della larghezza di banda, il che significa che gli ISP hanno la possibilità di rallentare l'accesso ad alcuni siti web, senza renderli inutilizzabili. È anche però risaputo che la maggior parte dei fornitori di servizi Internet di Singapore fanno ispezione approfondita dei pacchetti.
La Magna Carta for Philippine Internet Freedom (abbreviato come MCPIF) è un disegno di legge Internet archiviato nella legislatura filippina. Il disegno di legge contiene disposizioni che promuovono i diritti civili e politici e le garanzie costituzionali per gli utenti di internet filippini, come la libertà di espressione, nonché disposizioni in materia di politica della tecnologia dell'informazione e della comunicazione, ICT4D, governance di internet, e-governance, sicurezza informatica, la guerra cibernetica, cyber-terrorismo e criminalità informatica. La MCPIF è stata proposta come alternativa alla legge sulla prevenzione Cybercrime del 2012 che è stata accolta con reazioni contrastanti. I sostenitori del disegno di legge l'affermazione che la MCPIF è il primo disegno di legge crowd-sourcing nelle Filippine.
In Brasile è stato lanciato come progetto Marco civil da Internet dal Ministério da Justiça mira a proteggere il diritto alla privacy, la neutralità della rete e stabilisce che l'accesso a Internet è un requisito per l'esercizio dei diritti civili. La concezione del Marco civil è dovuta originariamente al professor Ronaldo Lemos, in un articolo pubblicato il 22 maggio, 2007. Dopo la prima serie di discussioni avvenute nel 2009, il progetto è stato pubblicato e successivamente tra l'8 aprile e il 30 maggio 2010 è stata compiuta una seconda serie. Il 24 agosto, 2011, il disegno di legge è stato non solo approvato dal Governo esecutivo in Brasile attraverso la presidenza del Brasile, ma ha anche inviato al Congresso dal presidente Dilma Rousseff, con il sostegno di altri quattro ministeri (Giustizia, Scienza e Tecnologia, Pianificazione, e delle Comunicazioni). Al Congresso, il disegno di legge è stato ricevuto ed elaborato con il numero Docket 2126/2011.

## Argomenti a favore
I fautori delle norme di neutralità della rete includono le associazioni a tutela dei consumatori, le organizzazioni per i diritti umani come Articolo 19, le società online e alcune società tecnologiche. Molte delle principali società di applicazioni su Internet sono sostenitori della neutralità. Yahoo !, Vonage, eBay, Amazon, IAC / InterActiveCorp, Microsoft, Reddit, Twitter, Tumblr, Etsy, Daily Kos, Greenpeace, insieme a molte altre società e organizzazioni, hanno preso una posizione a sostegno della neutralità della rete. Cogent Communications, un fornitore di servizi Internet internazionale, ha fatto un annuncio a favore di alcune politiche di neutralità della rete.
Nel 2008, Google ha dichiarato apertamente che i provider di banda larga abusano del loro potere di influenzare l'accesso alle applicazioni o ai contenuti concorrenti. Hanno inoltre equiparato la situazione a quella del mercato della telefonia, dove le compagnie telefoniche non sono autorizzate a controllare chi chiamano i loro clienti o ciò che questi clienti possono dire. Tuttavia, il sostegno di Google alla neutralità della rete è stato messo in discussione nel 2014. Diversi gruppi per i diritti civili, come l'ACLU, la Electronic Frontier Foundation, la Free Press e Fight for the Future, sostengono la neutralità della rete.
Gli individui che sostengono la neutralità della rete includono l'inventore del World Wide Web Tim Berners-Lee, Vinton Cerf, Lawrence Lessig, Robert W. McChesney, Steve Wozniak, Susan P. Crawford, Marvin Ammori, Ben Scott, David Reed, e l'ex presidente degli Stati Uniti Barack Obama. Il 10 novembre 2014, Obama ha raccomandato alla FCC di riclassificare il servizio Internet a banda larga come servizio di telecomunicazioni per preservare la neutralità della rete. Il 12 novembre 2014, AT&T ha interrotto la costruzione della propria rete in fibra fino a quando non avrà avuto "solide regole sulla neutralità della rete da seguire". Il 31 gennaio 2015, AP News ha riferito che la FCC presenterà l'applicazione della nozione ("con alcune precisazioni") del Titolo II (common carrier) del Communications Act del 1934 e la sezione 706 del Telecommunications Act del 1996 all'Internet in una votazione prevista per il 26 febbraio 2015.

### Controllo dei dati
I sostenitori della neutralità della rete negli Stati Uniti vogliono designare le compagnie di telecomunicazioni come common carriers, il che richiederebbe loro di consentire ai provider di servizi Internet (ISP) l'accesso gratuito alle linee via cavo, lo stesso modello utilizzato per l'accesso remoto. Vogliono assicurarsi che le compagnie telefoniche non possano esaminare, interrompere o filtrare i contenuti Internet senza un ordine del tribunale. Lo status di common carriers conferirebbe alla FCC il potere di applicare le regole di neutralità della rete. SaveTheInternet.com accusa le società di telecomunicazioni e via cavo di volere il ruolo di gatekeeper, essendo in grado di controllare quali siti web si carichino rapidamente, carichino lentamente o non carichino affatto. Secondo SaveTheInternet.com, queste aziende vogliono favorire i fornitori di contenuti che richiedono una consegna rapida e sicura dei dati - per creare vantaggi per i propri motori di ricerca, servizi di telefonia Internet e servizi di streaming video - e rallentare l'accesso o bloccarlo a quelli dei concorrenti. Vinton Cerf, uno dei co-inventori del protocollo Internet e attuale vicepresidente di Google, sostiene che Internet sia stato progettato senza alcuna autorità che controlla l'accesso a nuovi contenuti o nuovi servizi. Egli conclude che i principi responsabili per la realizzazione di Internet come un tale successo sarebbero fondamentalmente indeboliti se i vettori della banda larga avessero la capacità di influenzare ciò che le persone vedono e fanno online. Cerf ha anche scritto sull'importanza di considerare problemi come la Neutralità della Rete attraverso una combinazione del sistema a più livelli di Internet e del modello multistakeholder che lo governa. Mostra come possono sorgere sfide che possono implicare la neutralità della rete in determinati casi basati su infrastrutture, come quando gli ISP stipulano accordi esclusivi con grandi proprietari di edifici, lasciando i residenti impossibilitati a esercitare qualsiasi scelta nel fornitore di banda larga.

### Diritti e libertà digitali
I fautori della neutralità della rete sostengono che una rete neutrale favorisca la libertà di parola e porti ad un ulteriore partecipazione democratica su Internet. L'ex senatore Al Franken del Minnesota teme che senza nuovi regolamenti, i principali fornitori di servizi Internet useranno la loro posizione di potere per soffocare i diritti delle persone. Definisce la neutralità della rete "Il più importante emendamento del nostro tempo". Garantendo che tutte le persone e i siti web abbiano uguale accesso reciproco, indipendentemente dalla loro capacità di pagamento, i sostenitori della neutralità della rete desiderano evitare la necessità di pagare la parola e l'ulteriore centralizzazione del potere dei media. Lawrence Lessig e Robert W. McChesney sostengono che la neutralità della rete garantisce che Internet rimanga una tecnologia libera e aperta, favorendo la comunicazione democratica. Lessig e McChesney proseguono sostenendo che la monopolizzazione di Internet bloccherebbe la diversità delle fonti di notizie indipendenti e la generazione di contenuti web innovativi e originali.

### Intolleranza dell'utente per siti a caricamento lento
I sostenitori della neutralità della rete invocano il processo psicologico di adattamento in cui, quando le persone si abituano a qualcosa migliore, non vorranno mai tornare a qualcosa peggiore. Nel contesto di Internet, i sostenitori affermano che un utente che si abitua alla "corsia di sorpasso" su Internet troverà intollerabile la "corsia lenta" a confronto, penalizzando enormemente qualsiasi fornitore che non è in grado di pagare per la "corsia di sorpasso" ". I fornitori di video Netflix e Vimeo nei loro commenti a FCC in favore della neutralità della rete usano la ricerca di S.S. Krishnan e Ramesh Sitaraman che fornisce la prima prova quantitativa dell'adattamento della velocità tra gli utenti di video online. La loro ricerca ha studiato il livello di pazienza di milioni di utenti di video su Internet che hanno atteso il lancio di un video a caricamento lento. Gli utenti che avevano una connettività Internet più veloce, come la fibra ottica, dimostrarono meno pazienza e abbandonarono i loro video prima di utenti simili con una connessione Internet più lenta. I risultati dimostrano come gli utenti possono abituarsi a una maggior velocità di connettività Internet, portando a maggiori aspettative di rapidità e minore tolleranza per qualsiasi ritardo. L'autore Nicholas Carr e altri esperti sociologi hanno scritto sul "habituation phenomenon" affermando che un flusso più rapido di informazioni su Internet può rendere le persone meno pazienti.

### Competizione e innovazione
I sostenitori della neutralità della rete sostengono che consentire alle società via cavo il diritto di esigere un pedaggio per garantire la qualità o la consegna di premi creerebbe un modello di sfruttamento commerciale basato sulla posizione dell'ISP come gatekeeper. I sostenitori avvertono che, caricando i siti web per l'accesso, i proprietari della rete potrebbero essere in grado di bloccare i siti e i servizi della concorrenza, oltre a rifiutare l'accesso a coloro che non sono in grado di pagare. Secondo Tim Wu, le compagnie telefoniche prevedono di riservare la maggior quantità di banda per i propri servizi televisivi e di addebitare alle società un pedaggio per il servizio prioritario.
I fautori della neutralità della rete sostengono che consentire un trattamento preferenziale del traffico Internet, o un servizio su più livelli, metterebbe le nuove società online in svantaggio e rallenterebbe l'innovazione. Tim Wu sostiene che, senza neutralità della rete, Internet subirà una trasformazione da un mercato governato dall'innovazione a uno governato da accordi. SaveTheInternet.com sostiene che la neutralità della rete mette tutti a parità di condizioni, il che aiuta a guidare l'innovazione. Esse sostengono che è una conservazione del modo in cui Internet ha sempre operato, in cui la qualità dei siti Web e dei servizi ne determinava il successo o meno, piuttosto che trattare con gli ISP. Lawrence Lessig e Robert W. McChesney sostengono che l'eliminazione della neutralità della rete porterebbe Internet ad assomigliare al mondo della TV via cavo, in modo tale che l'accesso e la distribuzione dei contenuti sarebbero gestiti da una manciata di società massicce, quasi monopolistiche, sebbene ci siano più fornitori di servizi in ogni regione. Queste aziende controllerebbero poi ciò che viene visto e il costo.
L'utilizzo rapido e sicuro di Internet per settori come l'assistenza sanitaria, la finanza, la vendita al dettaglio e il gioco d'azzardo potrebbe essere soggetto a grandi commissioni applicate da tali società. Spiegano inoltre che la maggior parte dei grandi innovatori nella storia di Internet ha iniziato con piccoli capitali nei loro garage, ispirati a grandi idee. Ciò è stato possibile perché le protezioni della neutralità della rete hanno garantito un controllo limitato da parte dei proprietari delle reti, la massima concorrenza in questo spazio e gli innovatori autorizzati dall'accesso esterno. Il contenuto di Internet è stato garantito dallo spazio libero e altamente competitivo dato dalla neutralità della rete. Ad esempio, nel 2005 YouTube era solo una piccola azienda di startup. A causa dell'assenza di corsie preferenziali di Internet, YouTube ha avuto la possibilità di ingrandirsi rispetto a Google Video. Tom Wheeler e i senatori Ronald Lee Wyden e Al Franken. Hanno detto, "I provider di servizi Internet hanno trattato i video di YouTube come quelli di Google e Google non poteva pagare gli ISP [provider di servizi Internet ] per ottenere un vantaggio ingiusto, come una corsia di sorpasso nelle case dei consumatori ", hanno scritto. "Bene, si è scoperto che la gente amava YouTube molto più di Google Video, quindi YouTube è prosperato".

### Conservazione degli standard Internet
I sostenitori della neutralità della rete hanno promosso una legislazione che sostiene che autorizzare i fornitori di network obbligatori a scavalcare la separazione dei livelli di trasporto e applicazione su Internet significherebbe il declino degli standard Internet fondamentali e dell'autorità internazionale di consenso. Inoltre, la legislazione asserisce che il bit-shaping del trasporto dei dati delle applicazioni comprometterà la flessibilità progettata del livello di trasporto.

### Prevenzione degli pseudo-servizi
Alok Bhardwaj, fondatore di Epic Privacy Browser, sostiene che qualsiasi violazione alla neutralità della rete, realisticamente parlando, non implicherà un investimento genuino, ma piuttosto dei profitti per servizi inutili e dubbi. Ritiene improbabile che vengano fatti nuovi investimenti per creare reti speciali per determinati siti Web per raggiungere più rapidamente gli utenti finali. Piuttosto, crede che la neutralità della rete implicherà l'uso della qualità del servizio per estrarre la remunerazione dai siti web che vogliono evitare di essere rallentati. Questa teoria è stata confermata nel 2014 quando Netflix ha annunciato che stava effettuando pagamenti a Comcast e Verizon per evitare limitazioni, rallentamenti della velocità di Internet per particolari servizi o siti Web, da parte di quegli ISP. Questi pagamenti sono stati descritti dal fondatore di Netflix Reed Hastings come "una tassa arbitraria" e "pedaggi arbitrari di interconnessione".

### Principio end-to-end
Alcuni sostenitori affermano che la neutralità della rete è necessaria per mantenere il principio end-to-end. Secondo Lawrence Lessig e Robert W. McChesney, tutti i contenuti devono essere trattati allo stesso modo e devono muoversi alla stessa velocità in modo che la neutralità della rete sia vera. Dicono che è questo semplice, ma geniale aspetto end-to-end, che ha permesso a Internet di agire come una potente forza per il bene economico e sociale. Secondo questo principio, una rete neutrale è una rete stupida, che passa semplicemente i pacchetti indipendentemente dalle applicazioni che supporta. Questo punto di vista è stato espresso da David S. Isenberg nel suo articolo "The Rise of the Stupid Network". Isenberg afferma che la visione di una rete intelligente viene sostituita da una nuova filosofia di rete e architettura in cui essa è progettata per l'uso continuo, non per intermittenza e scarsità. Piuttosto che l'intelligenza è stata progettata nella rete stessa, l'intelligenza sarebbe stata spinta al dispositivo dell'utente finale; e la rete sarebbe stata progettata semplicemente per fornire bit senza routing di rete o conversione intelligente dei numeri. I dati sarebbero sotto controllo, dicendo alla rete dove dovrebbe essere inviato. I dispositivi dell'utente finale sarebbero quindi autorizzati a comportarsi in modo flessibile, in quanto i bit sarebbero essenzialmente liberi e non ci sarebbe alcuna supposizione che i dati siano di una singola velocità o tipo di dati.
Contrariamente a questa idea, il documento di ricerca intitolato End-to-end arguments in system design di Saltzer, Reed e Clark sostiene che l'intelligenza di rete non allevia i sistemi finali del requisito di controllare i dati in entrata per errori e valutare limitare il mittente, né per una rimozione completa dell'intelligenza dal nucleo della rete.

## Argomenti contro
Gli oppositori delle normative sulla neutralità della rete includono i fornitori di servizi Internet (ISP), le società di banda larga e di telecomunicazione, i produttori di hardware, gli economisti e gli esperti tecnologi. Molte delle principali società di hardware e telecomunicazioni si oppongono specificamente alla riclassificazione della banda larga come common carrer ai sensi del titolo II del Communications Act. Gli avversari aziendali di queste normative includono Comcast, AT&T, Verizon, IBM, Intel, Cisco, Nokia, Qualcomm, Broadcom, Juniper, D-Link, Wintel, Alcatel-Lucent, Corning, Panasonic, Ericsson e altri.
L'articolo dell'economista Gary Becker intitolato "Net Neutrality and Consumer Welfare", pubblicato dalla rivista Journal of Competition and Economics, sostiene che le affermazioni dei sostenitori della neutralità della rete "non forniscono una motivazione convincente per la regolamentazione" perché non esiste " concorrenza significativa e crescente " tra i fornitori di accesso a banda larga. Il presidente di Google, Eric Schmidt, afferma che, mentre Google ritiene che tipi di dati simili non debbano essere discriminati, è giusto discriminare tra diversi tipi di dati, una posizione su cui Google e Verizon concordano generalmente, secondo Schmidt. Secondo il Wall Street Journal, quando il presidente Barack Obama ha annunciato il suo sostegno a forti regole di neutralità della rete alla fine del 2014, Schmidt ha detto a un alto funzionario della Casa Bianca che il presidente stava commettendo un errore. Da allora Google ha sostenuto la neutralità della rete.
Le personalità che si oppongono alla neutralità della rete includono l'inventore del protocollo TCP / IP Bob Kahn, Marc Andreessen, Scott McNealy, Peter Thiel, David Farber, Nicholas Negroponte, Rajeev Suri, Jeff Pulver, Mark Cuban e il presidente della FCC Ajit Pai.
Diversi gruppi per i diritti civili, come la National Urban League, la Rainbow / PUSH di Jesse Jackson e la League of United Latin American Citizens, si oppongono anche ai regolamenti sulla neutralità del titolo II, che hanno dichiarato che l'invito a regolamentare il servizio Internet a banda larga come utilità danneggerebbe le comunità minoritarie soffocando gli investimenti nelle aree scarsamente coperte dal servizio.
Un certo numero di altri oppositori ha creato Hands Off The Internet, un sito web creato nel 2006 (ora chiuso) per promuovere argomenti contro la regolamentazione di Internet. Il principale supporto finanziario per il sito web proveniva da AT&T, BellSouth, Alcatel, Cingular e Citizens Against Government Waste.
Robert Pepper, senior managing director, global advanced technology policy, presso Cisco Systems, e ex capo dello sviluppo della politica FCC, afferma: "I sostenitori della regolamentazione della neutralità della rete ritengono che siano necessarie più regole, a loro avviso, senza una maggiore regolamentazione, servizio i fornitori potrebbero parcellizzare larghezza di banda o servizi, creando un mondo biforcato in cui i ricchi godono di un accesso a Internet di prima classe, mentre a tutti gli altri vengono lasciate connessioni lente e contenuti degradati. Questo scenario, tuttavia, è un falso paradigma. - Il mondo non esiste oggi, né esisterà in futuro: senza una regolamentazione aggiuntiva, i fornitori di servizi continueranno a fare ciò che stanno facendo e continueranno a offrire una varietà di piani di servizi a banda larga in una varietà di punti di prezzo per soddisfare ogni tipo di consumatore ". Lo scienziato informatico Bob Kahn ha affermato che la neutralità della rete è uno slogan che congelerebbe l'innovazione nel nucleo di Internet.
Farber ha scritto e parlato con forza a favore della continua ricerca e sviluppo sui principali protocolli Internet. Si è unito ai colleghi accademici Michael Katz, Christopher Yoo e Gerald Faulhaber in un editoriale per il Washington Post fortemente critico della neutralità della rete, affermando essenzialmente che mentre Internet ha bisogno di un rimodellamento, l'azione del Congresso volta a proteggere le parti migliori del l'attuale Internet potrebbe interferire con gli sforzi per costruire un sostituto.

Nicholas Negroponte, cofondatore della rivista Wired, parla dell'impossibilità di una reale neutralità nell'intero mondo digitale. 
"Considerate i device medici, per esempio. Se hai un pacemaker che trasmette — questo è un pacemaker immaginario adesso, che comunica e monitora la tua salute inviando dati al cloud. Allora i pochi bit del tuo cuore sono una piccola porzione di un libro. Quindi hai bit che rappresentano il tuo cuore, bit che rappresentano libri e bit che rappresentano video. Dunque," conclude, “discutere sul fatto che siano uguali è folle.”

### Riduzione dell'investimento
Secondo una lettera ai commissari della FCC e ai principali leader del Congresso inviati da 60 principali fornitori di tecnologie ISP tra cui IBM, Intel, Qualcomm e Cisco, la regolamentazione del Titolo II di Internet "significa che invece di miliardi di investimenti nella banda larga spingono altri settori dell'economia qualsiasi, la riduzione di questa spesa soffocherà la crescita di tutta l'economia, non si tratta di speculazioni oziose o della paura ... Il Titolo II porterà a un rallentamento, se non un blocco nella costruzione della banda larga, perché se non sai che puoi recuperare il tuo investimento, non la farai". Secondo il Wall Street Journal, in una delle poche sessioni di lobbying di Google con funzionari della FCC, l'azienda ha esortato l'agenzia a creare regole che incoraggino gli investimenti nelle reti Internet a banda larga, una posizione che rispecchia l'argomentazione avanzata dagli oppositori in merito alle forti regole di neutralità della rete, come AT&T e Comcast. Gli oppositori della neutralità della rete sostengono che l'assegnazione in base alla priorità della larghezza di banda è necessaria per l'innovazione futura di Internet. I fornitori di servizi di telecomunicazione come le compagnie telefoniche e via cavo e alcune società tecnologiche che forniscono dispositivi di rete sostengono che i fornitori di servizi di telecomunicazione dovrebbero essere in grado di fornire un trattamento preferenziale sotto forma di servizi su più livelli, ad esempio offrendo alle società online la possibilità di trasferire i propri pacchetti di dati più velocemente di altri tipi di traffico Internet. Il reddito aggiuntivo derivante da tali servizi potrebbe essere utilizzato per finanziare un maggiore accesso alla banda larga a un numero maggiore di consumatori.
Gli oppositori sostengono che la neutralità della rete renderebbe più difficile per i fornitori di servizi Internet (ISP) e altri operatori di rete recuperare i loro investimenti nelle reti a banda larga. John Thorne, vicepresidente senior e vice-consigliere generale di Verizon, ha affermato che non sarà incentivato a effettuare ingenti investimenti per lo sviluppo di reti a fibre ottiche avanzate se è loro vietato addebitare maggiori diritti di accesso preferenziali alle società che desiderano sfruttare le funzionalità ampliate di tali reti. Thorne e altri ISP hanno accusato Google e Skype di freeloading e free riding per l'utilizzo di una rete di linee e cavi che la società telefonica ha speso miliardi di dollari per costruire. Marc Andreessen afferma che "una pura visione di neutralità della rete è difficile da sostenere se si desidera avere anche continui investimenti nelle reti a banda larga. Se sei un grande telco in questo momento, spendi nell'ordine di $ 20 miliardi l'anno in capex . Devi sapere come ottenere un ritorno sull'investimento Se hai queste regole di neutralità della rete in cui non puoi mai addebitare un'azienda come Netflix, non otterrai mai un ritorno continuo dell'investimento - il che significa che smetterà di investire nella rete e non vorrei essere qui seduto tra 10 o 20 anni con le stesse velocità a banda larga che otteniamo oggi".
I sostenitori della normativa sulla neutralità della rete affermano che gli operatori di rete hanno continuato a investire meno in infrastrutture. Tuttavia, secondo Copenhagen Economics, gli investimenti negli Stati Uniti nell'infrastruttura di telecomunicazioni sono superiori del 50% rispetto a quelli dell'Unione europea. Come percentuale del PIL, il tasso di investimenti della banda larga degli Stati Uniti per PIL trascina leggermente il Regno Unito e la Corea del Sud, ma supera di poco il Giappone, il Canada, l'Italia, la Germania e la Francia. Sulla velocità della banda larga, Akamai ha riferito che gli Stati Uniti seguono solo la Corea del Sud e il Giappone tra i suoi principali partner commerciali, e riportano che solo il Giappone, nel G-7, abbia una connessione di velocità media di 10 Mbit / s o superiore, ma sono sostanzialmente avanti rispetto alla maggior parte dei suoi altri principali partner commerciali.
La Casa Bianca ha riferito che nel giugno 2013 le velocità di connessione negli Stati Uniti sono "le più veloci rispetto ad altri paesi con popolazione o estensione simile". Il rapporto di Akamai su "Lo stato di Internet" del secondo trimestre del 2014 afferma che "in totale 39 stati hanno visto il tasso di rapidità 4K più del doppio nell'ultimo anno". In altre parole, come riporta ZDNet, questi stati hanno visto un aumento "maggiore" della disponibilità della velocità di 15 Mbit / s necessaria per i video 4K. Secondo il Progressive Policy Institute e i dati ITU, gli Stati Uniti hanno i prezzi entry-level più convenienti per la banda larga fissa nell'OCSE.
In Indonesia, c'è un numero molto elevato di connessioni Internet che sono soggette a accordi esclusivi tra l'ISP e il proprietario dell'edificio, e il cambiamento di questa dinamica potrebbe sbloccare molte più scelte di consumo e maggiori velocità. Il commissario della FCC Ajit Pai e Lee Goldman della Commissione elettorale federale hanno scritto in un pezzo di Politico nel febbraio 2015, "Confrontando l'Europa, che ha da tempo regolamentazioni di tipo utility, con gli Stati Uniti, che ha adottato un modello normativo leggero. gli Stati Uniti, sia cablati che wireless, sono significativi più veloce di quelli in Europa. L'investimento nella banda larga negli Stati Uniti è di molti multipli rispetto all'Europa. E la portata della banda larga è molto più ampia negli Stati Uniti, nonostante la sua densità di popolazione molto più bassa".

### Concorrenza crescente e investimenti
Un documento del 2010 sulla neutralità della rete da parte dell'economista premio Nobel Gary Becker e dei suoi colleghi ha affermato che "esiste una concorrenza crescente tra i fornitori di accesso a banda larga e che pochi significativi problemi competitivi sono stati osservati fino ad oggi, suggerendo che non vi è alcuna motivazione convincente per tali regolazione". Becker e gli altri economisti Dennis Carlton e Hal Sidler hanno rilevato che "Tra la metà del 2002 e la metà del 2008, il numero di linee di accesso a banda larga ad alta velocità negli Stati Uniti è passato da 16 milioni a circa 133 milioni e il numero di linee a banda larga residenziali è cresciuto da 14 milioni a quasi 80 milioni, il traffico Internet è quasi triplicato tra il 2007 e il 2009. Allo stesso tempo, i prezzi dei servizi di accesso a Internet a banda larga sono diminuiti drasticamente". Il PPI riporta che i margini di profitto dei fornitori statunitensi di banda larga sono generalmente da un sesto a un ottavo di aziende che usano la banda larga (come Apple o Google), contraddicendo l'idea di truffare i prezzi da parte dei fornitori.
Quando il presidente della FCC Tom Wheeler ha ridefinito la banda larga da 4 Mbit /s a 25 Mbit/s (3,125 MB/s) o più nel gennaio 2015, i commissari della FCC Ajit Pai e Mike O'Reilly credevano che la ridefinizione fosse quella di impostare l'intento dell'agenzia di risolvere la lotta contro la neutralità della rete con nuovi regolamenti. I commissari hanno sostenuto che le linee guida della velocità più severe hanno dipinto il settore della banda larga come meno competitivo, giustificando le mosse della FCC con i regolamenti sulla neutralità della rete del Titolo II.

### Scoraggia la competizione
Il commissario della FCC Ajit Pai afferma che la FCC respinge completamente le preoccupazioni dei concorrenti più piccoli che saranno soggetti a varie tasse, come le tasse sulla proprietà statale e le imposte generali sulle entrate. Di conseguenza, secondo Pai, questo non fa nulla per creare più concorrenza all'interno del mercato. Secondo Pai, la decisione della FCC di imporre i regolamenti del Titolo II è contrastata dai più piccoli concorrenti privati del paese e da molti fornitori di banda larga comunali. Nel suo dissenso, Pai ha osservato che 142 ISP wireless (WISP) hanno affermato che la nuova "intrusione normativa nelle nostre attività ... di FCC probabilmente ci costringerebbe ad aumentare i prezzi, ritardare l'espansione della distribuzione o entrambi". Ha anche osservato che 24 dei più piccoli ISP del paese, ciascuno con meno di 1.000 clienti residenziali a banda larga, ha scritto alla FCC affermando che il Titolo II "metterà a dura prova le nostre limitate risorse" perché "non hanno avvocati interni e nessuna linea di bilancio per il consiglio esterno ". Inoltre, altri 43 fornitori di banda larga comunali hanno dichiarato alla FCC che il titolo II "scatenerà conseguenze al di fuori del controllo della Commissione e rischierebbe gravi danni alla nostra capacità di finanziare e implementare la banda larga senza apportare alcun vantaggio concreto ai consumatori o ai fornitori di servizi di frontiera che il mercato non sta già provando oggi senza l'aiuto di alcun regolamento aggiuntivo".
Secondo un articolo della rivista Wired di Berin Szoka, Matthew Starr e Jon Henke, i governi locali e i servizi pubblici impongono le barriere più significative all'ingresso per una maggiore concorrenza via cavo a banda larga: "Mentre le discussioni popolari si concentrano su presunti "monopolisti" come le grandi aziende del cavo, è il governo che ha davvero la colpa ". Gli autori affermano che le amministrazioni locali e i loro servizi di pubblica utilità fanno pagare agli ISP molto più di quanto costino effettivamente e hanno l'ultima parola sul fatto che un ISP possa costruire una rete. I funzionari pubblici determinano quali requisiti un ISP deve soddisfare per ottenere l'approvazione per l'accesso ai "diritti di passaggio" di proprietà pubblica (che consente loro di posizionare i fili), riducendo così il numero di potenziali concorrenti che possono proficuamente implementare servizi Internet, come U -Verse, Google Fiber e Verizon FiOS. I contraccolpi possono includere i requisiti municipali per gli ISP come la costruzione di un servizio dove non è richiesto, la donazione di attrezzature e la fornitura di banda larga gratuita agli edifici governativi.

### Tasse potenzialmente aumentate
Ajit Pai, commissario della FCC, che si è opposto alla riclassificazione degli ISP del Titolo II del 2015, afferma che la sentenza consente nuove tasse sulla banda larga sottoponendole alle imposte in stile telefono del Universal Service Fund. La Free Press fautore della neutralità della rete scrive "il potenziale aumento medio di tasse e onorari per famiglia sarebbe molto inferiore" rispetto alla stima fornita dagli oppositori della neutralità della rete e che se ci fossero tasse aggiuntive, la cifra potrebbe essere intorno ai 4 miliardi di dollari. In circostanze favorevoli, "l'aumento sarebbe esattamente zero". Nel frattempo, il Progressive Policy Institute sostiene che il Titolo II potrebbe innescare tasse e commissioni fino a $ 11 miliardi all'anno. Il sito web finanziario Nerd Wallet ha fatto la propria valutazione e si è basato su un possibile impatto fiscale di 6,25 miliardi di dollari, stimando che la famiglia media americana potrebbe vedere la propria bolletta fiscale aumentare di 67 dollari l'anno.
Il portavoce della FCC Kim Hart ha dichiarato che la sentenza "non aumenterà le tasse" Tuttavia, il commissario avversario, Ajit Pai, afferma che "il piano apre esplicitamente la porta a miliardi di dollari di nuove tasse sulla banda larga. Queste nuove tasse significheranno prezzi più alti per i consumatori e tasse più nascoste che dovranno pagare".Pai ha spiegato che "Se guardate la bolletta del telefono, vedrete una "Tassa di servizio universale" o qualcosa del genere: queste tasse - che la maggior parte degli americani chiamerebbero le tasse - sono pagate dagli americani per il loro servizio telefonico. ogni anno attraverso la FCC.I consumatori non hanno dovuto pagare queste tasse sulle loro bollette a banda larga perché la banda larga non è mai stata prima un servizio di Titolo II, ma ora lo è. E così l'Ordine apre esplicitamente la porta a miliardi di dollari in nuove tasse".

### Regolamenti non necessari
Secondo il fondatore di PayPal e investitore di Facebook Peter Thiel nel 2011, "La neutralità della rete non è stata necessaria fino ad oggi. Non vedo alcuna ragione per cui è improvvisamente diventato importante, quando Internet ha funzionato abbastanza bene negli ultimi 15 anni senza di essa. ... I tentativi del governo di regolamentare la tecnologia sono stati straordinariamente controproducenti in passato". Max Levchin, l'altro co-fondatore di PayPal, ha fatto eco a dichiarazioni simili, dicendo alla CNBC:" Internet non è rotto, ed è arrivato qui senza regolamento governativo e probabilmente in parte a causa della mancanza di regolamentazione governativa". Gli oppositori delle nuove politiche di neutralità della rete federale indicano il successo di Internet come un segno che non sono necessarie nuove normative. Sostengono che la ragione per cui Internet ha avuto un successo così rapido è perché gli ISP e i consumatori hanno dovuto risolvere le proprie controversie e competere attraverso l'innovazione. Uno dei critici più espliciti del Congresso sui regolamenti di neutralità della rete è il senatore Ted Cruz, del Texas, che sottolinea che "l'innovazione [su Internet] stia accadendo senza dover andare al governo e dire "Madre, posso? " Ciò che accade quando il governo inizia a regolare un servizio pubblico è che calcola tutto e lo congela". Nel regolamentare come viene fornito Internet, gli oppositori sostengono che il governo ostacolerà l'innovazione sul web.
Ajit Pai, commissario della FCC, uno dei due commissari che si oppose alla proposta di neutralità della rete, ha criticato la decisione della FCC sulla neutralità di Internet, affermando che le minacce percepite dagli ISP ingannano i consumatori, degradano i contenuti o sfigurano ciò che non piace: "La prova di queste continue minacce? Non ce n'è, è tutto aneddoto, ipotesi e isteria. Un piccolo ISP in Nord Carolina presumibilmente ha bloccato le chiamate VoIP un decennio fa. Comcast ha limitato il traffico BitTorrent per facilitare la congestione del caricamento otto anni fa. Apple ha introdotto Facetime sul Wi-Fi prima e sulle reti cellulari poi, come esempi non sono sufficienti per raccontare una storia coerente sulla neutralità della rete: lo spauracchio non è mai stato così facile". In un articolo su Chicago Tribune, il commissario della FCC Pai e Joshua Wright della Federal Trade Commission sostengono che "Internet non è rotto e non abbiamo bisogno del piano del presidente per sistemarlo". Piuttosto il contrario. Internet è una storia di successo senza precedenti. È una piattaforma libera, aperta e prospera".

## Questioni correlate

### Caching di contenuti
Il caching di contenuti è il processo attraverso il quale i contenuti più frequentemente richiesti vengono temporaneamente memorizzati in posizioni strategiche all'interno della rete (e.g., in servers nelle vicinanze degli utenti finali) al fine di ottenere determinate performance. Per esempio, le tecniche di caching vengono comunemente applicate dagli ISPs per ridurre la congestione della rete e portano ad una maggiore qualità dell'esperienza (QoE) percepita dagli utenti finali.
Poiché i cache servers hanno una capacità di storage limitata, il caching implica un processo di selezione dei contenuti meritevoli di essere memorizzati. Svariati algoritmi sono stati sviluppati con l'obiettivo di effettuare questo processo di selezione che, il più delle volte, porta a memorizzare i contenuti più popolari. I contenuti memorizzati vengono distribuiti con una superiore QoE (e.g., minore latenza di consegna) ed il caching può essere di conseguenza considerato una forma di differenziazione del traffico.
Tuttavia, il caching non è visto in generale come una forma di differenziazione discriminatoria del traffico. Per esempio, lo specialista Adam Marcus afferma che "l'accesso ai contenuti memorizzati nei server di cache può essere leggermente più veloce per gli utenti, ma nessuno viene discriminato e la maggior parte dei contenuti in Internet non presentano stringenti requisiti di latenza". In linea con questa idea, il caching non è regolamentato dai sistemi giuridici favorevoli alla neutralità della rete, come ad esempio l'Open Internet Order stabilito dalla FCC nel 2015. A maggior ragione, la legittimità del caching non è mai stata messa in discussione da coloro che si oppongono alla neutralità della rete. Al contrario, la complessità delle operazioni implicate nel caching (e.g., processamento intelligente di informazioni) è stato successivamente considerato dalla FCC come una delle ragioni tecniche per le quali gli ISPs non dovrebbero essere considerati semplici common carriers, il che legittimerebbe l'abrogazione delle regole imposte dalla neutralità della rete.
All'interno di un paradigma di neutralità della rete, la prioritizzazione di una classe di traffico rispetto ad un'altra è consentita sono se determinati requisiti vengono soddisfatti (e.g., se le classi in questione presentano requisiti di QoS oggettivamente diversi). Tuttavia, per quanto riguarda il caching, è necessaria una selezione tra contenuti dello stesso tipo (e.g., un insieme di contenuti video che meritano di essere memorizzati). Coerentemente con la generale deregolamentazione in materia di caching, non esiste una regola che specifichi come questo processo possa essere effettuato in modo non discriminatorio. Tuttavia, la letteratura scientifica dibatte la questione del caching come processo potenzialmente discriminatorio e fornisce alcune possibili linee guida per affrontarla. Per esempio, un caching non discriminatorio potrebbe essere effettuato considerando la popolarità dei contenuti, oppure con l'obiettivo di garantire la stessa QoE a tutti gli utenti, o alternativamente per raggiungere un qualche obiettivo di welfare comune.
Per quanto riguarda le CDNs, la relazione tra caching e neutralità della rete è ancora più complicata. Infatti, le CDNs vengono utilizzare per fornire una consegna di contenuti scalabile ed altamente efficiente e non per consentire l'accesso ad Internet. Conseguentemente, a differenza degli ISPs, alle CDNs viene consentito di far pagare i content providers per memorizzare i loro contenuti. Quindi, benché ciò possa essere considerato una forma di prioritizzazione del traffico sotto pagamento, le CDNs non sono soggette alle regole di neutralità della rete e vengono raramente incluse nel dibattito. Nonostante ciò, alcuni ritengono che Internet sia cambiato a tal punto che il ruolo di ogni entità che contribuisce alla consegna dei contenuti debba essere incluso nella discussione riguardante la neutralità della rete. Tra questi, l'analista Dan Rayburn ha suggerito che "l'Open Internet Order emanato dalla FCC nel 2015 fosse scioccamente focalizzato solo sugli ISPs".

### Questione Wikipedia Zero
Nel 2012 Wikimedia Foundation ha lanciato Wikipedia Zero, un progetto nato con lo scopo di fornire gratuitamente Wikipedia sui dispositivi mobili (tramite zero-rating), in particolare nei paesi in via di sviluppo. Sono, proprio per quest'ultimo motivo, nate delle polemiche poiché la pratica viola le regole di neutralità della rete in quanto il traffico dovrebbe essere trattato allo stesso modo, indipendentemente dalla capacità di pagamento degli utenti.

### Neutralità dei Device
La neutralità dei device è il principio secondo cui spetta agli utenti decidere quali software e applicazioni installare sui propri device e quali invece rimuovere, al fine di garantire la libertà di scelta.
Nel 2014 l’Onorevole Stefano Quintarelli ha presentato la prima proposta di legge al mondo a favore della neutralità dei device. Nel 2016 la Camera dei Deputati ha approvato il disegno di legge, che quindi è passato al Senato. Nel 2017 il Senato ha bloccato l’iter di formazione della legge, a ridosso del voto finale, dopo che questa era già stata approvata da tutte le commissioni, come effetto dell'azione di lobby da parte di multinazionali della telefonia e di Apple.
Nel 2017 una legge simile è stata approvata in Corea del Sud.
Nel 2019 la candidata alla Presidenza USA, Sen. Elizabeth Warren, ha lanciato una proposta di Device Neutrality separando strutturalmente l'App Store di Apple dal resto dell'azienda che produce i dispositivi.